# Mickaël Cuisance
Michaël Bruno Dominique Cuisance (Estrasburgo, 16 de agosto de 1999), é um futebolista françês que atua como meio-campista. Atualmente joga no Hertha Berlim.

## Títulos
Bayern de Munique
- Campeonato Alemão: 2019–20
- Copa da Alemanha: 2019–20
- Liga dos Campeões da UEFA: 2019–20
- Supercopa da UEFA: 2020
- Supercopa da Alemanha: 2021